# 亚内兹·扬沙
亚内兹·扬沙（發音：[ˈjàːnɛs ˈjàːnʃa]；1958年9月17日—），原名伊万·扬沙（發音：[ˈíːʋan ˈjàːnʃa]），斯洛文尼亚政治家，曾三度出任總理。

## 總理
1995年起为斯洛文尼亚民主党领袖，2004年大選後，9月9日被斯洛文尼亚议会任命为总理，2008年大選後下台。
2011年大選後，2012年2月10日再次任总理，2013年2月27日斯洛文尼亚国民议会以55票对33票通过不信任投票，宣布解散以亚内兹·扬沙总理为首的右翼联合政府，揚沙被迫辭職。

## 被控貪污
2013年6月5日，揚沙因貪腐受賄罪被法庭判處兩年監禁。揚沙被指同另外兩名被告在同一個芬蘭公司的軍事採購合同中尋求獲得兩百萬歐元的回扣，這筆交易涉及2006年斯洛文尼亞政府向芬蘭軍火供應商帕特裏亞公司（Patria）購買135輛裝甲運兵車的合同，該項合同價值2.78億歐元，但在腐敗指稱披露後被取消。揚沙稱對他的指控是政治動機，他會就判決上訴。

## 与台灣的关系
1997年他以國會議員身份訪問台灣；第一次卸任總理後，再次於2011年2月訪問台灣，期間會見總統馬英九、外交部長楊進添，拜會國防部、行政院經濟建設委員會、行政院大陸委員會等政府單位，並參訪台灣民主基金會、中華民國對外貿易發展協會、中山科學研究院、新竹科學工業園區，以及台灣的文教設施。
2021年9月13日，他致函欧洲联盟27國領導人，表示在尊重長期的一個中國政策的同時不可否認臺北仍然是歐盟的重要夥伴，立陶宛與所有歐盟成員一樣是主權國家，有權發展與臺北的關係，「我們必須表現得更積極主動，堅決聲援立陶宛」，必須向北京表明歐盟彼此站在一起，不會讓北京威脅歐盟。
2022年1月17日，斯洛維尼亞總理楊薩接受印度電視台DD India訪問時透露，斯洛維尼亞計畫像立陶宛一樣，提升與台北的關係，並正在與台北方面洽談互設代表處。楊薩以「民主國家」形容台灣，並直言北京反對台北進入世界衛生組織十分可惜，因為病毒無國界。